# Bergisch Born West
Bergisch Born West ist ein statistischer Stadtteil des Stadtbezirks Lennep der bergischen Großstadt Remscheid, Nordrhein-Westfalen.

## Lage und Beschreibung
Der überwiegend ländlich geprägte Stadtteil liegt im Südosten Remscheids und umfasst das Stadtgebiet westlich der Trasse der stillgelegten Bahnstrecke Wuppertal-Oberbarmen–Opladen („Balkanexpress“) bei der Ortschaft Bergisch Born an der Stadtgrenze zu Wermelskirchen. Im Osten grenzt Bergisch Born West an den statistischen Stadtteil Bergisch Born Ost, im Norden an die statistischen Stadtteile Grenzwall und Trecknase und im Westen an den Stadtteil Struck. Der Stadtteil ist nicht historisch gewachsen, sondern teilt als statistischer Stadtteil den Ort Bergisch Born entlang der Bahntrasse künstlich in einen größeren West- und einen kleineren Ostteil.
Der gesamte Stadtteil liegt im Einzugsgebiet der Eschbachtalsperre und ist daher zum größten Teil bewaldet. Sowohl der Eschbach als auch dessen Zufluss Stöcker Bach entspringen im Stadtteil. Die Ostgrenze wird durch die Wasserscheide zwischen den Einzugsgebieten des Eschbachs und der Dörpe gebildete, auf der in den Jahren 1773–1778 die Chaussee von Köln nach Lennep und die Bahnstrecke neu trassiert wurde. Die Chaussee ersetzte zwischen Wermelskirchen und Lennep den Heerweg Köln–Dortmund, die als Altstraße mindestens frühmittelalterlichen Ursprungs ist.
Zu dem Stadtteil gehören neben Bergisch Born die Hofschaften und Wohnplätze Oberstraße, Stöcken, Buchholzen, Jägerhaus und Piepersberg.

## Geschichte
Das nördliche Gebiet des Stadtteils gehörte im 19. Jahrhundert zur Gemeinde Fünfzehnhöfe innerhalb der Bürgermeisterei Wermelskirchen, die ihrerseits auf eine altbergische Verwaltungseinheit im mittelalterlichen Amt Bornefeld zurückgeht. Der südliche Teil gehörte zur Wermelskirchener Oberhonschaft, die ebenfalls im Mittelalter und der frühen Neuzeit zum Amt Bornefeld und im 19. Jahrhundert zur Bürgermeisterei Wermelskirchen gehörte.
1906 wurde die Bürgermeisterei Fünfzehnhöfe in die Stadt Lennep eingemeindet, die 1929 ihrerseits in Remscheid eingemeindet wurde. Aufgrund des Düsseldorf-Gesetzes (§ 21) wurden mit Gültigkeit zum 1. Januar 1975 kleinere Teile aus Wermelskirchen ausgegliedert und in Remscheid eingemeindet.